# Heinz Rosenthal (Heimatforscher)
Heinz Rosenthal (* 29. Januar 1906 in Dessau; † 18. Juli 1973 auf einer Reise in Athlone, Irland) war ein deutscher Pädagoge, Heimatforscher und Historiker (BGV).

## Leben und Beruf
Heinz Rosenthal legte im Frühjahr 1924 an der Oberrealschule seiner Geburtsstadt das Abitur ab und begann im Sommersemester 1924 an der Georg-August-Universität Göttingen das Studium der Philologie mit den Fächern Deutsch, Geschichte und Erdkunde. Später (Sommersemester 1926) wechselte er zur Universität Leipzig. 1928 bestand er die Prüfung für das höhere Schulamt und leistete den Vorbereitungsdienst am humanistischen Dessauer Friedrichsgymnasium ab. Nach seiner Zweiten Staatsprüfung war er Studienassessor an einem Gymnasium in Bernburg. 1941 wurde er zum Wehrdienst eingezogen, war bei Kriegsende Leutnant und geriet in britische Gefangenschaft, aus der er Ende 1945 entlassen wurde. Seine Tätigkeit als Lehrer nahm Heinz Rosenthal 1947 in Solingen wieder auf. Er war am Solinger Jungen-Gymnasium Schwertstraße tätig und unterrichtete in allen seinen Studienfächern. Dort wurde er zugleich mit der Leitung des pädagogischen Studienseminars dieser Schule beauftragt. 1957 erfolgte die Beförderung zum Oberstudienrat, 1970 zum Studiendirektor.

## Historiker
Außerschulische Betätigungen machten Heinz Rosenthal in der Stadt und weit darüber hinaus bekannt. Von 1952 bis 1973 war er Vorsitzender der Solinger Abteilung des Bergischen Geschichtsvereins (BGV). Wegen seiner Veröffentlichungen zur Solinger Heimatgeschichte berief ihn die Gesellschaft für Rheinische Geschichtskunde 1971 zum Mitglied.
Zwischen 1969 und 1975 erschien Rosenthals dreibändige Geschichte der Stadt Solingen, die einzige umfassende wissenschaftliche Darstellung der Stadtgeschichte. Der letzte Band des Werks wurde posthum publiziert.

## Verschiedenes
Heinz Rosenthal war seit Studienzeiten (1924) Mitglied der Burschenschaft Hannovera Göttingen, langjähriger Vorsitzender der Vereinigung Alter Burschenschafter (VaB) in Solingen und zuletzt deren Ehrenvorsitzender.

## Ehrungen
Heinz Rosenthal wurde für seine vielfältigen Publikationen und Presse-Veröffentlichungen bereits 1965 zum Ehrenmitglied der Abteilung Solingen des Bergischen Geschichtsvereins ernannt.
Am 17. April 1973, wenige Monate vor seinem Tod, erhielt Heinz Rosenthal für die ersten beiden Bände seiner Stadtgeschichte den Ehrenring der Stadt Solingen, weil er sich durch seine langjährige ehrenamtliche Tätigkeit um das Wohl der Stadt besonders verdient gemacht hat.

## Werke (Auswahl)
- Geschichte des Gymnasiums Schwertstrasse zu Solingen im Rahmen der Stadtgeschichte[7]. Solingen: Bund Alter Schüler, 1953
- Die Anfänge der Arbeiterbewegung in Solingen 1849-1868, Hrsg. vom  SPD-Unterbezirk Langenfeld (Heft 51), Langenfeld 1953.
- Das "Bergische Organ" im Revolutionsjahr. Ein Beitrag zur Solinger Zeitungsgeschichte. in: Die Heimat (Jahrg. 23), Solinger Tageblatt, Beilage, Solingen 1957, Nr. 9, S. 33–34
- Aufgabe ist Rückschau und Deutung in: Die Heimat (Jahrg. 25), Solinger Tageblatt, Beilage, Solingen 1959, Nr. 12, S. 45–46
- Wo lag das Verlagshaus des "Verkündigers"? Solingens Häuser erhielten Anfang 1817 neue Nummern. in: Die Heimat (Jahrg. 29), Solinger Tageblatt, Beilage, Solingen 1963, Nr. 1, S. 2f
- Am Brunnen in der Freiheit. Aus Gräfraths Vergangenheit. Solingen: Stadtsparkasse Solingen, 1964
- Dr. Goerdeler und die Solinger Einheitsschule. in: Die Heimat (Jahrg. 30), Solinger Tageblatt, Beilage, Solingen 1964, Nr. 1, S. 2f
- Einblick in die Finanzierung einer Kottenanlage. Aus der Geschichte des Anschlagkottens nach Papieren Joh. Knechts jr. In: Die Heimat (Jahrg. 30), Solinger Tageblatt, Beilage, Solingen 1964, Nr. 8, S. 31f
- Zur Geschichte der Juden in Solingen. in: Gesammelte Schriften von Heinz Rosenthal, Nachlaß Band 8, Solingen 1965
- Franz Hendrichs als Sozial- und Wirtschaftspolitiker. Solingen: Verein für Technik und Industrie, 1966
- Em Wauler Dorp: die Geschichte der Stadt Wald und ihrer Sparkasse, Solingen: Stadt-Sparkasse Solingen, 1967
- Solingen und die Kongofrage im Jahr 1884. Eine große Stunde unserer Industrie- und Handelskammer. in: Die Heimat (Jahrg. 33), Solinger Tageblatt, Beilage, Solingen 1967
- Der bergische Aufstand 1813, in: Hildener Jahrbuch 10 (1965–1970), S. 197–206.
- Kronprinz Friedrich Wilhelm 1833 in Solingen, in: Die Heimat (Jahrg. 37), Solinger Tageblatt, Beilage, Solingen 1971, S. 13 f.
- Jews in the Solingen Steel Industry. Records of a Rhineland City in: Year Book XVII of the Leo Baeck Institute, London 1972, S. 205–223 (210 ff)

- Solingen. Geschichte einer Stadt. Drei Bände. Walter Braun Verlag, jetzt: Mercator-Verlag. Duisburg 1969–1975 (Opus magnum)
  - Solingen: Geschichte einer Stadt, Bd. 1, Von den Anfängen bis zum Ausgang des 17. Jahrhunderts, Duisburg: Walter Braun Verlag, 1969
  - Solingen: Geschichte einer Stadt: Bd. 2, Von 1700 bis zur Mitte des 19. Jahrhunderts, Duisburg: Walter Braun Verlag, 1972
  - Solingen: Geschichte einer Stadt: Bd. 3, Aus der Zeit von Mitte des 19. Jahrhunderts bis zum Ende des Zweiten Weltkriegs (posthum erschienen, herausgegeben von Rüdiger Schneider-Berrenberg), Duisburg: Walter Braun Verlag, 1975

- Die Entwicklung der Solinger Geschichtsschreibung. (Heinz Rosenthal posthum) in: Die Heimat, Nr. 21 Neue Folge, Beiträge zur Geschichte Solingens und des Bergischen Landes, Bergischer Geschichtsverein, Solingen 2005, S. 6
- Vorsicht bei der Heimatgeschichte. (Heinz Rosenthal posthum) in: Die Heimat, Nr. 21 Neue Folge, Beiträge zur Geschichte Solingens und des Bergischen Landes, Bergischer Geschichtsverein, Solingen 2005, S. 16